# Nanto, Japonia

Nanto (南砺市 Nanto-shi?) este un municipiu din Japonia, prefectura Toyama.